# Exermont
Exermont – miejscowość i gmina we Francji, w regionie Grand Est, w departamencie Ardeny.
Według danych na rok 1990 gminę zamieszkiwało 38 osób, a gęstość zaludnienia wynosiła 2 osób/km².